# Ballerus
Ballerus (česky cejn) je rod ryb z čeledi kaprovití (Cyprinidae), který zahrnuje dva eurasijské druhy. Areálem výskytu jsou jak sladké. tak slané vody Evropy a západní Asie. Typovým druhem je b. ballerus.

## Druhy
- Ballerus ballerus (Linné, 1758), česky cejn siný
- Ballerus sapa (Pallas, 1814), česky cejn perleťový